# جورج ستيل
جورج ستيل (بالإنجليزية: George Steele)‏ هو مصارع محترف وممثل أمريكي، ولد في 16 أبريل 1937 في الولايات المتحدة، وتوفي بنفس المكان في 16 فبراير 2017.

## أعمال

### أفلام
- (1994) إد وود[6]

## وصلات خارجية
- جورج ستيل على موقع دبليو دبليو إي (الإنجليزية)
- جورج ستيل على موقع CageMatch worker (الإنجليزية)
- جورج ستيل على موقع قاعدة بيانات المصارعة على الإنترنت (الإنجليزية)
- جورج ستيل على موقع عالم المصارعة على الإنترنت (الإنجليزية)

- جورج ستيل على موقع IMDb (الإنجليزية)
- جورج ستيل على موقع قاعدة بيانات الفيلم (الإنجليزية)